# Marie-Octobre
Marie-Octobre è un film del 1959 diretto da Julien Duvivier.
Il film è basato sull'omonimo romanzo di Jacques Robert.